# USS Silversides (SSN-807)
El USS Silversides (SSN-807) será el sexto submarino nuclear de ataque de la clase Virginia Bloque V de la Armada de los Estados Unidos.

## Construcción
Su construcción estará a cargo de General Dynamics Electric Boat de Groton, Connecticut. La misma fue ordenada el 12 de febrero de 2019.
El 15 de enero de 2021 el secretario de la Armada Kenneth J. Braithwaite anunció la imposición del nombre USS Silversides al SSN-807. Será el tercer buque en llevar este nombre. El primero fue el SS-236 y el segundo el SS-679.